# Harem (género)
Harem (ハーレムもの Hāremumono?) es un término utilizado en el anime y manga para referirse a un subgénero caracterizado por un hombre que está rodeado por muchas mujeres. En muchas ocasiones, este tipo de series son adaptaciones de juegos de simulación de citas o diseñados para atraer audiencias similares, en especial publicaciones de género seinen. Se denomina harem inverso cuando es la mujer quien en manga/anime se encuentra rodeada por muchos hombres. El término fue creado por fanáticos occidentales de lo que se conoce usualmente como lovecomi (comedias románticas), sin embargo, su implicación básica es conocida también por los fanáticos japoneses. La obra mas representativa de este genero es Dr.House.
El uso original del término se cree que comenzó en los Estados Unidos con el éxito de Tenchi Muyō!, y desde entonces ha tenido en general connotaciones negativas o satíricas. Describe la situación en la que un protagonista masculino de cualidades 'genéricas' convive con varias chicas hermosas que en el transcurso de la historia muestran varios grados de afecto hacia él. El descontento parte generalmente de varios factores, como la crítica referente a que los protagonistas masculinos son evidentes sustitutos de audiencia (personajes que solo existen para justificar la acción de los otros) y generalmente, no podrían atraer ningún tipo de atención de las mujeres. En términos generales, muchos fanáticos creen que la premisa de por sí ha sido demasiado usada y sale a relucir cuando los escritores se han quedado sin ideas o temen mostrar decisiones románticas que puedan no gustar a los fanáticos.
El término se deriva del árabe harén (en árabe: haraim حريم), que significa algo prohibido; santuario de mujeres o prohibido a los hombres, Nombre que se le ha dado genéricamente al conjunto de concubinas de los hombres de Medio Oriente.

## Diseño y crítica
El harem anime típico, incluye varios personajes, usualmente un mínimo de un chico (la mayoría de las veces es uno) y tres o más chicas cuyas características conforman estereotipos populares en la fanaticada moe. El término no necesariamente implica connotaciones sexuales. Muchos de los personajes femeninos aportan diferentes niveles emocionales relacionados con el protagonista, que van desde intereses románticos a amistades casuales o parentescos. En general, las tendencias van dirigidas a uniones familiares/amistosas y la seriedad de las relaciones románticas puede variar considerablemente.
Los fanáticos concuerdan en que la mayoría de los personajes femeninos en las comedias harem tienden a ser, o se han convertido, en personajes estereotipados con poca o ninguna originalidad en sus diseños. Muchas comedias harem se recuestan en el uso excesivo de fanservice, centrando la tensión en malentendidos graciosos, comúnmente con personajes femeninos que exageran sus emociones sin razón aparente. Esto hace que algunos fanáticos critiquen este tipo de humor considerándolo repetitivo, altamente sexista y abusivo. Muchos también se sorprenden de la carencia de relaciones con hombres aparte del protagonista, lo que en ocasiones se explica como un deseo del autor de controlar el tamaño de lo que ya se consideran muchos personajes o el no tener un interés particular en diseñar otros personajes masculinos que posiblemente no interesen a los fanáticos.
Algunos fanáticos argumentan que la cantidad de chicas aumentan la posibilidad de que alguien en la audiencia encuentre una chica que apele a sus gustos, y el personaje masculino es alguien con quien pueden relacionarla de forma humorística. Aquellos que realmente no tienen algún tipo de harem, suelen concentrar el interés en una chica en particular, a menos que este punto en particular en la trama no se dé a entender de manera obvia. Esto puede ocurrir con escritores que intentan atrapar las opiniones de los fanáticos sobre la popularidad de los personajes femeninos antes de continuar con la trama.

## Personajes masculinos
Los personajes masculinos son escasos y usualmente aparecen solo cuando es necesario, pero las series harem suelen necesitar al menos un sustituto de la audiencia. El protagonista masculino es en general un chico en edad de escuela superior o mayor cuya familia no está complacida con su situación o no está del todo presente (se mudaron, los padres murieron, etc.). Generalmente, un personaje cualquiera que carece de determinación, ocasionalmente personalidad de un delincuente con un corazón de oro puede resultar como una segunda interpretación. Durante situaciones comprometedoras, puede rendirse sin amenazas por medio de diferentes grados de actitudes de 'perdedor'. Esto puede incluir la simple mala suerte, pobreza, dificultades extremas para relacionarse con chicas o ser un completo nerd. Los protagonistas pueden tener amistades femeninas en ocasiones, pero en un modo estrictamente platónico. También cargan con las partes más pesadas de humor absurdo en la serie, incluyendo el físico.
Generalmente realiza varias acciones durante la serie que genera atracción de los demás personajes femeninos hacia el sin proponérselo ya sea por su personalidad, carácter, amabilidad o simplemente su forma de ser, sin embargo comúnmente no es capaz de ver la evidente atracción de los personajes femeninos hacia el debido a su poca experiencia social o ingenuidad.  
En su mayoría, estos personajes son protagonistas de historias del género isekai (como Ainz Ooal Gown de Overlord, Touya Mochizuki de Isekai wa Smartphone to Tomo ni o Satou Pendragon de Death March Kara Hajimaru Isekai Kyōsōkyoku), de comedias románticas escolares (como Futaro Uesugi de Go-Tōbun no Hanayome, Nariyuki Yuiga de Bokutachi wa Benkyō ga Dekinai, Hayato Izumi de Okusama ga Seito Kaichō! o Ranma Saotome de Ranma ½) e incluso, de series Nekketsu (como Asta de Black Clover, Ichika Orimura de Infinite Stratos u Otaru Namiya de Saber Marionette J). 
Otros personajes masculinos opcionales pueden incluir a:
- El Rival: sujeto que en apariencia o personalidad es lo opuesto al protagonista, por lo general un chico apuesto o hábil, con algún grado de narcisismo o egolatría, que busca obtener la tenencia de una o varias miembros del harem, pero que es repelido en gran parte por éste.
- El Amigo: pasa su tiempo aconsejando o bromeando con el protagonista y su situación, a veces envidiándolo sanamente o teniendo su propio interés romántico
- El Mentor: persona a la que el protagonista desea emular, frecuentemente es un adulto mayor o en algunos casos, algún compañero de curso mayor (Senpai)

## Personajes femeninos
Esta lista intenta dar ejemplos comunes encontrados en las series harem, pero en muchos anime estos rasgos están mezclados o fusionados.
- La protagonista es un personaje femenino prominente y quien tiene más posibilidades de terminar con el protagonista masculino, en general, tan solo por ser el primer personaje femenino al cual el protagonista masculino conoce. Un debate en común entre los espectadores es si la existencia de este personaje deniega el concepto de un harén, el cual es quizás la razón por la que la resolución de su relación con el protagonista masculino se extiende extensamente. (Ejemplos: Naru Narusegawa de Love Hina, Emilia Hermitt de Hundred o Haruko Amaya de Maken-ki!). Puede compartir las preocupaciones del protagonista masculino, pero en general es a ocultar sus inseguridades, consecuentemente viéndose más confiable y capaz. Su torpeza puede ser una fuente de vergüenza, resuelta con el rápido y famoso uso excesivo del slapstick. En general, tiende a estar dibujada detalladamente, o también puede, en contraste, ser miembro de algún estereotipo:
  - Tsunderes: de comportamiento inicialmente hostil pero que cambia a ser más tímido y negacionista al interactuar con el protagonista, como Akane Tendo de Ranma ½ , Mio Naruse de Shinmai Maō no Testament, Noelle Silva de Black Clover o Louise La Valiére de Zero no Tsukaima.
  - Danderes: se caracterizan por ser algo tímidas y retraídas, pero que en confianza pueden demostrar dulzura, como Miku Nakano de Go-Tōbun no Hanayome, Nagisa Minase de Kanojo mo Kanojo, Shouko Komi de Komi-san wa, Komyushō desu. o Linze Silhoueska de Isekai wa Smartphone to Tomo ni.
  - Capitanas o Jefas: tienden a ser líderes de grupo por su carisma y fuerte personalidad, pero que por ciertos actos del protagonista llegan a verse más adorables, como Rias Gremory de High School DxD, Ui Wakana de Okusama ga Seito Kaichō!, Alka de Tatoeba Last Dungeon Mae no Mura no Shōnen ga Joban no Machi de Kurasu Yō na Monogatari o Momoyo Kawakami de Maji de Watashi ni Koishinasai!;
  - Moekkos: Son tiernas como las dandere, pero pecan de ser muy ingenuas e inocentes, rozando un comportamiento infantil, como Lime de Saber Marionette, Tohka Yatogami de Date A Live, Moka Akashina de Rosario + Vampire o Lala Satalin Deviluke de To Love-Ru.
  - Genki Girls: se caracterizan por ser hiperactivas, bromistas y con algún grado de irresponsabilidad, como Yoshiko Hanabatake de Aho Girl, Chitoge Kirisaki de Nisekoi, Yotsuba Nakano de Go-Tōbun no Hanayome o Kiriha de Tsugumomo
  - Gals o Gyarus: profundamente influenciadas por la moda, suelen poner su empeño en su apariencia para ser reconocidas, como Yukana Yame de Hajimete no Gal, Mona Kawaii de Kuroiwa Medaka ni Watashi no Kawaii ga Tsūjinai, Rumiko Manbagi de Komi-san wa, Komyushō desu o Akari Watanabe de Fūfu Ijō, Koibito Miman.

- El ama de casa en general tiene una personalidad más bien equilibrada y un porte apacible y con mucha gracia. En general se encuentran fuera de la situación harem principal. (Ej. Aoi Sakuraba en Ai Yori Aoshi, Kasumi Tendo en Ranma ½ y Chizuru Naba en Negima).

- La princesa es similar pero puede tomar un tono satírico, implicando una actitud sobresalida y snob. En general no se llevan bien con las chicas poco femeninas. (Ej. Ayeka de Tenchi Muyō!).
  - Una variante es la Madonna, la chica más popular de la escuela o de cierto lugar que al principio es inalcanzable para el protagonista, pero que al éste demostrar sus habilidades o personalidad, quedan cautivadas. Suelen tener comportamientos de diva o de princesa (ojou-sama), con una horda de admiradores a sus espaldas (como Claire Harvey de Hundred, Ameri Azazel de Mairimashita! Iruma-kun o Reiko Arisugawa de Ore ga Ojō-sama Gakkō ni "Shomin Sample" Toshite Rachirareta Ken)

- La chica poco femenina es en general descrita como franca y directa comparada con las demás chicas. Es identificada como una chica dura de pelear, amante de las fiestas, los deportes, las bebidas y la diversión en general o, alternativamente, ruda, desorganizada, desagradable, y destructiva de la paz en el hogar. Su relación con el protagonista masculino es, a veces, una simple amistad con ocasionales provocaciones. Las chicas poco femeninas son usualmente agresivas sexualmente, aunque sólo bromeando, hacia el protagonista masculino o incluso hacia las demás chicas. Muchas hablan con acento Kansai (considerado un dialecto rudo en Tokio), o incluso con pronombres masculinos. (como Mitsune Kitsune Konno de Love Hina,  Urd de Oh My Goddess! o Kirche de Zero no Tsukaima).
  - Algunas chicas poco femeninas que son menos tolerantes son guerreras, quienes tienen una estricta y bien definida dedicación hacia las artes marciales o con espadas, usualmente en detrimento de sus vidas sociales. En general son sumamente serias para su edad, tienen problemas haciendo amistades y al identificarse con sus pares, y tienen una falta de experiencia en el trato con los chicos (a los que a veces teme) por lo que tienen una extrema aversión para con los chicos en general. (Como Rin Kamishiro de la serie Maburaho, Motoko Aoyama de Love Hina Yae Kokonoe de Isekai wa Smartphone to Tomo ni o Sunao Sumeragi de Tsugumomo).
  - Las Yankees o Delincuentes combinan la rudeza de las guerreras con el estilo fiestero de las poco femeninas, suelen liderar pandillas o causar desmanes en el presente o en el pasado, siendo muy tímidas en cuestiones románticas, agrediendo al protagonista físicamente o con bromas para ocultar su vergüenza (como Hanako Kuzuryu de Yankee JK Kuzuhana-chan, Bloodberry de Saber Marionette o Kirukiru Amou de Busō Shōjo Machiavellism)
- La extranjera es una chica bondadosa de una persona no-japonesa (en general europea o norteamericana), con algo de conocimiento de la cultura japonesa para ser más fáciles de escribir. La situación del choque cultural es en general una fuente de humor. Muchos de estos personajes son también birraciales o bilingües, aunque este último es tan sólo dicho, sin ser expresado verbalmente por la extranjera. Esto es más común en el anime, debido a que las traducciones textuales son más fáciles que el intentar encontrar una seiyū que pueda aportar un acento convincente. La extranjera en general actúa con un rol de "hermana" - encariñada con el protagonista masculino pero sin un deseo sexual o romántico, al contrario del fuerte interés romántico de la hermanita (Ej. Kaolla Su, de Love Hina, Ekaterina Kurae de Seikon no Qwaser, y Cecilia Alcott y Charlotte Dunois de Infinite Stratos).

- La competidora es un personaje que el protagonista masculino puede considerar más atractivo en cierta forma que la protagonista femenina, pero que tiene una seria desventaja con su personalidad (siendo o demasiado intensa, o mas bien retraída). La protagonista femenina la conoce de antes de que comenzara la historia, y ya ha tenido peleas con ella (como Peorth de Oh My Goddess!, Haruna Sairenji de To Love-Ru o Ukyo Kuonji de Ranma ½).
  - Una variante son las ex novias, chicas que salieron o rechazaron en un inicio al protagonista pero que al ver que el se vuelve popular con las mujeres, se entromete en las relaciones intentando volver con el o estorbando a las interesadas (ej: Mami Nanami de Kanojo, Okarishimasu, Rami Kawai de Komi-san wa, Komyushō desu o Airi Gotou de Hige wo Soru. Soshite Joshi Kōsei wo Hirou.)
  - Y otra variante son las Amigas de la Infancia, que conocen desde una temprana edad al protagonista, sintiéndose atraídas por él pero que por falta de coraje nunca han podido declarársele, ocultando sus sentimientos detrás de una fachada de amistad (como Houki Shinonono de Infinite Stratos, Uruka Takemoto de Bokutachi wa Benkyō ga Dekinai, Kosaki Onodera de Nisekoi o Shiori Sakurazaka de Fūfu Ijō, Koibito Miman)

- La acosadora es un personaje que se caracteriza por una fuerte obsesión hacia el protagonista de la trama, ya sea por haber sido él amable con ella o por haberla sacado de una situación comprometedora. Ella se caracteriza por darle a la trama un toque de comedia, ya sea persiguiendo al protagonista a todas partes o viendo a las otras personajes como una amenaza, intentando siempre mantenerlas lejos del protagonista o a toda mujer que se le acerque (como Kodachi Kuno de Ranma ½, Mizore Shirayuki de Rosario + Vampire, Albedo y Shalltear de Overlord o Run de To Love Ru).

- La seria es un personaje recurrente en todas las series harem. Por lo general, tienen un estilo Loli, aparentando algunos años menos de lo que en realidad se dice que tiene. Suele no demostrar su amor hacia el protagonista (kuuderes), o no estar enamorado de él en absoluto, siendo muy frías y honestas cuando dicen las cosas. También suelen ser buenas en la escuela y por lo general son líderes de algún club o son muy buenas en todo lo que hacen(como Setsuna de School Days, Origami Tobiichi de Date A Live, Kokoa Shuzen de Rosario + Vampire, y Shirone "Koneko" Toujo de High School DxD)
  - Una variante son las Delegadas, que a diferencia de las jefas, tratan de ocultarse bajo un rostro serio y diligente, siendo presidentas de clase, consejo escolar o de comités de ética, pero que reprimen sus deseos o su perversión (como Rin Misumi de Okusama ga Seito Kaichō!, "Fuki Linchou" de Aho Girl o Kanae Usagi de Yankee JK Kuzuhana-chan)
  - Y otra variante son las Profesoras o Instructoras, que a pesar de creerse ya maduras para el protagonista e intentar actuar seriamente, en ocasiones suelen tener situaciones con él o ingresar activamente en el harem (como Mafuyu Kirisu de Bokutachi wa Benkyō ga Dekinai, Atsuko Oshieda de Aho Girl o Maya Yamada de Infinite Stratos)
- La hermana es uno de los personajes mas polémicos de estas series, ya que hace hincapié en el complejo de hermanos que pueden tener esta misma, el protagonista o ambos. Una forma de evitar esta polémica es recurrir al elemento de la hermandad adoptiva. Las hermanas pueden ser tanto mayores como menores, pero con el comun denominador de tener un afecto especial para con su hermano (como Kirino Kousaka de Oreimo, Akiko Himenokouji de Onii-chan dakedo Ai sae Areba Kankeinai yo ne!, Hazuki Yuiga de Bokutachi wa Benkyō ga Dekinai o Kotori Itsuka de Date A Live).
- La enemiga, que no se debe confundir con las competidoras, son por lo general antagonistas que luego de un tiempo se alían al protagonista y a su harem. Tienden a ser sadicas y provocadoras con el mismo, incluso al punto de ser Yandere. (como Kurumi Tokisaki de Date A Live, Shampoo de Ranma ½ o Sally de Black Clover).

## Harem inverso
En menor medida, hay series en donde el centro del harem es una mujer, a la que se le acercan dos o mas hombres. Estos harem pueden ser el centro de la historia, o influir en ella como en Yume Ōkoku to Nemureru 100-Nin no Ōji-sama, Cardcaptor Sakura o Uta no Prince-sama, o bien suceder a la par de un harem común (como Ranma ½).

## Harem mixto
Y en contadas ocasiones, un harem, sea comun o reverso, puede tener integrantes Homosexuales que pueden cumplir uno o mas roles dentro del mismo, incluso ser coprotagonista. (Catarina Claes, protagonista de Otome Game no Hametsu Flag Shika Nai Akuyaku Reijō ni Tensei Shiteshimatta... tiene pretendientes tanto masculinos como femeninos, mientras que Mitsurugi Hanagata es el ingrediente masculino del harem de Otaru Namiya en Saber Marionette J).